# Anton Erdinger
Anton Erdinger (* 2. Jänner 1829 in Steinegg; † 3. April 1917 in St. Pölten) war ein österreichischer Theologe und Schriftsteller.

## Leben
Anton Erdinger war der Sohn des Hammerschmieds Johann Erdinger. Er wuchs in Steinegg auf, absolvierte von 1843 bis 1849 das Piaristengymnasium in Horn, danach bis 1851 das Piaristengymnasium in Krems und schloss 1855 mit dem Priesterseminar in St. Pölten ab. Ein Jahr wirkte er als Kaplan in Burgschleinitz, bevor er von 1856 bis 1865 zum Vizerektor des bischöflichen Knabenseminars in Krems bestellt wurde. 1865 wurde er zum Professor für Moraltheologie an der theologischen Diözesanlehranstalt in St. Pölten berufen und 1873 zum Direktor des bischöflichen Priesterseminars in St. Pölten. 1886 wurde er zum Domherrn ernannt, verließ damit das Priesterseminar und trat ins Domkapitel ein. 1891 avancierte er zum Generalvikar der Diözese St. Pölten und wurde 1900 Dompropst. 1898 erhielt Erdinger das Ritterkreuz des Leopold-Ordens.

## Familie
Auch seine Brüder Karl Borromäus Erdinger und Augustin Franz Erdinger schlugen die theologische Laufbahn ein.

## Schriften
Erdinger verfasste zahlreiche aszetische, historische, homiletische und pastorale Schriften. Von Bedeutung sind vor allem die Weiterführung von biographischen Arbeiten sowie seine Mitarbeit an geschichtswissenschaftlichen und heimatkundlichen Publikationen.
- Die sieben Worte Christi am Kreuze. Exercitienreden für die studierende Jugend 1859
- Necrologium der Säcular- und Regular-Geistlichkeit der Diöcese St. Pölten 1885,
- Bibliographie des Clerus der Diöcese St. Pölten … 1785–1889 … 1889
- Dr. Joseph Feßler, Bischof von St. Pölten und Sekretär des vatikanischen Concils. Ein Lebensbild 1874
- Mitarbeit an den Geschichtlichen Beilagen zum St. Pöltner Diözesanblatt